# Alko

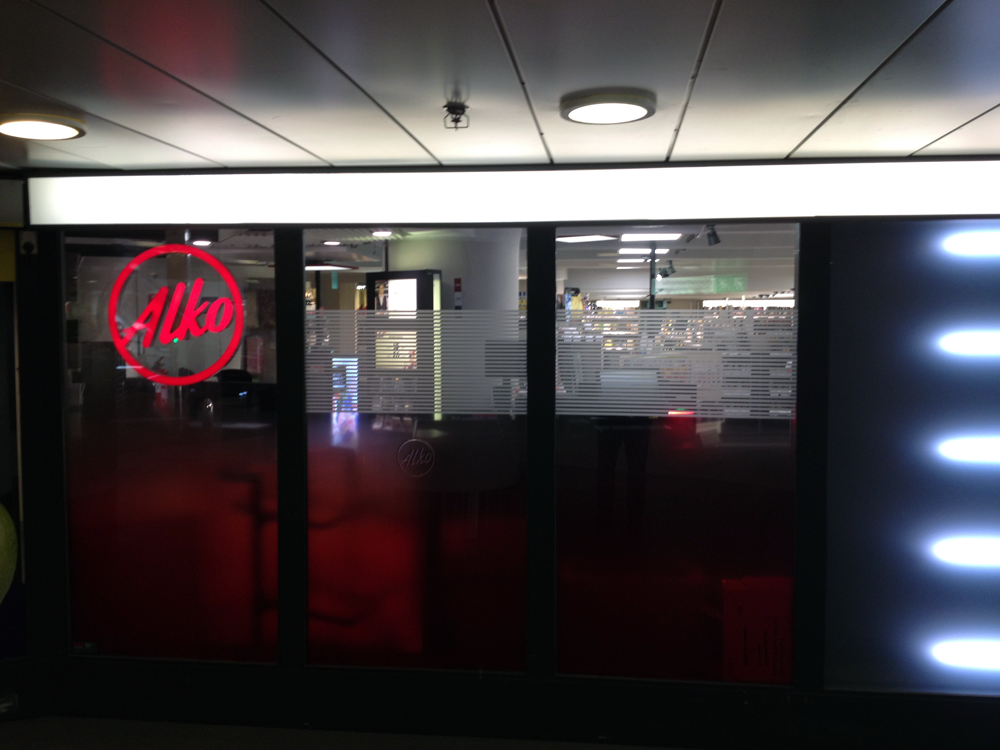
En Alko-butik i Helsingfors Stationstunneln

Alko Ab (finska: Alko Oy) är ett finländskt statsägt aktiebolag med monopol på försäljning av alkoholprodukter starkare än 8,0 procent. Drycker med lägre alkoholhalt får säljas i vanliga livsmedelsbutiker och bensinstationer och kiosker. Drycker starkare än 22 procent får enligt finsk lag inte säljas till personer under tjugo år; åldersgränsen för svagare drycker är arton år. Alkoholhaltiga drycker får inte säljas till berusade.
Alko styrs och övervakas av social- och hälsovårdsministeriet, och dess huvudkontor finns i Kampen, Helsingfors. Tidigare skötte Alko förutom försäljning även tillverkning och marknadsföring av alkoholdrycker, men detta sköts numera av det avknoppade bolaget Altia. 
Alko är en direkt motsvarighet till de övriga nordiska alkoholmonopolen, speciellt norska Vinmonopolet samt de lite annorlunda svenska Systembolaget och isländska Vínbúðin.
Alko grundades som Oy Alkoholiliike Ab 1932 i samband med att förbudet mot alkohol i Finland (som funnits sedan 1919) upphävdes; under förbudstiden fanns Statens Alkoholrörelse (finska: Valtion Alkoholiliike) som distribuerade alkohol för medicinska och tekniska ändamål. År 1969 ändrades Alkoholiliikes namn till Oy Alko Ab.

## Storlek
År 2021 hade Alko 368 butiker, 143 uthämtningsplatser och 2472 anställda. Statsmonopolet hade 79 dryckesleverantörer och cirka 11500 produkter i sitt sortiment. Försäljningen uppgick till 1290 miljoner euro och 89 miljoner liter.